# Похідна Гато
Нехай G, Y — локально опуклі топологічні векторні простори.
Нехай відображення {\displaystyle f:G\rightarrow Y,x\in G} і {\displaystyle \ell } — одиничний вектор простору G, що визначає деякий напрям. Тоді границя
{\displaystyle \lim _{t\to +0}{\frac {f(x+t\ell )-f(x)}{t}}},
якщо вона існує, називається похідною відображення f по напрямку {\displaystyle \ell } (або похідною Гато) і позначається {\displaystyle f_{\ell }'(x)}.